# Cucal gros
El cucal gros (Centropus sinensis) és una espècie d'ocell de la família dels cucúlids (Cuculidae) que habita garrigues, matolls, praderies i manglars des de l'est del Pakistan, l'Índia, Sri Lanka, Bangladesh, Myanmar i sud de la Xina i Hainan, cap al sud, a través del Sud-est Asiàtic fins a les illes Nicobar, Sumatra i illes properes, Borneo, Illes Natuna, Java, Bali i les illes Filipines més sud-occidentals.

## Descripció
Es tracta d’una espècie de cucut d'uns 48 cm. El cap és negre, el mantell superior i la part inferior són de color negre brillant amb porpra. El dors i les ales són de color castany. Els ulls són de color vermell robí. Els joves són de color negre més apagat amb taques a la corona i hi ha franges blanquinoses a la part inferior i la cua. Hi ha diverses races geogràfiques i algunes d’aquestes poblacions de vegades es tracten com a espècies completes. Tractats anteriors incloïen el cucal de les Andaman (Centropus Andamanensis) dins aquest nom. Rasmussen & Anderton (2005) suggereixen que la raça parroti pot ser una espècie completa: el cucal sud situada a l'Índia peninsular (amb una frontera nord no definida). La raça intermedius de la regió d'Assam i Bangladesh és més petita que la raça nominada que es troba a la zona sub-Himalaia. Es diu que les cants de les races varien considerablement. La raça parroti del sud de l'Índia tenen el cap negre i les parts inferiors de color blau brillant i tenen el front, la cara i la gola més marronosos. Els sexes són similars en plomatge, però les femelles són una mica més grans. S'han observat exemplars leucistes.